# Caída de Kandahar (2001)
La Caída de Kandahar tuvo lugar en 2001, durante la Guerra de Afganistán. Luego de las caídas de Mazar-i-Sharif, Kabul y Herat, Kandahar era la última ciudad grande bajo el control del Talibán. Kandahar fue donde se originó el movimiento Talibán y se instaló su centro de poder, por lo que se asumió que capturar Kandahar sería difícil. La ciudad cayó luego de varias semanas de combates contra una milicia local bajo el mando de comandantes pastunes y sus asesores estadounidenses. La caída de Kandahar significó el final del control organizado del Talibán sobre Afganistán.

## La batalla
El 19 de octubre, 200 Rangers del 75.º Regimiento Ranger partieron en cuatro aviones Lockheed C-130 Hercules hacia una pista de aterrizaje en el desierto al sur de la ciudad, denominado "Rhino", con el apoyo de 750 soldados de la 101.ª División Aerotransportada del Ejército de los Estados Unidos en Camp Rhino, a unos 160 kilómetros al sur de Kandahar.
El comandante anti Talibán Gul Agha Sharzai y exgobernador de la provincia, fue contactado por un equipo de fuerzas especiales estadounidenses el 18 de noviembre. Sus fuerzas rondaban los 800 milicianos, pero estaban severamente superados en número y mal equipados. Luego de recibir suministros, se pusieron en marcha el 22 de noviembre en un convoy de aproximadamente 100 vehículos y empezaron a avanzar hacia Kandahar a través del Distrito de Arghistan. Tratando de evitar los bastiones talibanes, el convoy de Sharzai se detuvo en las afueras del pueblo de Takht-e-pol, en manos del Talibán. Cuando se trataba de negociar una rendición, el convoy de Sharzai fue emboscado por milicianos del Talibán. Las fuerzas de Sharzai hicieron retroceder al Talibán con apoyo aéreo estadounidense, retirándose estos del área de Takht-e-pol.
El 15 de noviembre, se unió a la misión una unidad del Regimiento de Servicio Aéreo Especial que empezó a participar en operaciones conjuntas contra el Talibán.
El 25 de noviembre, la 15.ª Unidad Expedicionaria del Cuerpo de Marines de los Estados Unidos, bajo el mando del Brigadier General James Mattis, relevaron a la 101.ª División Aerotransportada en Camp Rhino y continuaron con las operaciones de avanzada a lo largo de Kandahar con las fuerzas de la coalición. 
Luego de la Batalla de Tarin Kowt, la Alianza del Este bajo, bajo el mando de Hamid Karzai, pasó varias semanas estacionadas en Tarin Kowt reclutando nuevos milicianos. Sus fuerzas aumentaron hasta los 800 hombres aproximadamente, al momento que se preparaba para moverse a Kandahar desde el norte. El 30 de noviembre, las fuerzas de Hamid Karzai empezaron a avanzar hacia el pueblo de Petaw. Luego de tomar Petaw sin ninguna resistencia, las fuerzas de Karzai trataron de tomar el puente en Sayd Alim Kalay, pero fue detenido por una fuerte resistencia Talibán. Luego de una batalla de dos días que incluyó ataques aéreos, el Talibán se retiró el 4 de diciembre dejando el puente intacto. Las fuerzas de Karzai tomaron la cabeza de puente del otro lado.
Al día siguiente, una bomba estadounidense perdida cayó en posiciones estadounidenses, matando a tres miembros de las fuerzas especiales e hiriendo a Karzai. Los hombres de Karzai se mantuvieron en sus posiciones y empezaron a negociar la rendición de Kandahar con los milicianos del Talibán.
El 7 de diciembre, los hombres de Sharzai empezaron el asalto al aeropuerto de kandahar, pero se encontraron con poca resistencia. Descubrieron que el Talibán había rendido la ciudad a las fuerzas de Karzai. Las fuerzas de Sharzai entraron a la ciudad y este fue declarado gobernador de Kandahar. Karzai ya había sido declarado presidente de Afganistán.